# Kakching
Kakching is een nagar panchayat (plaats) in het district Kakching van de Indiase staat Manipur. De plaats werd in 2018 uitgeroepen tot de schoonste (properste) plaats in Noordoost-India.

## Demografie
Volgens de Indiase volkstelling van 2001 wonen er 28.746 mensen in Kakching, waarvan 49% mannelijk en 51% vrouwelijk is. De plaats heeft een alfabetiseringsgraad van 66%. 